# Урага

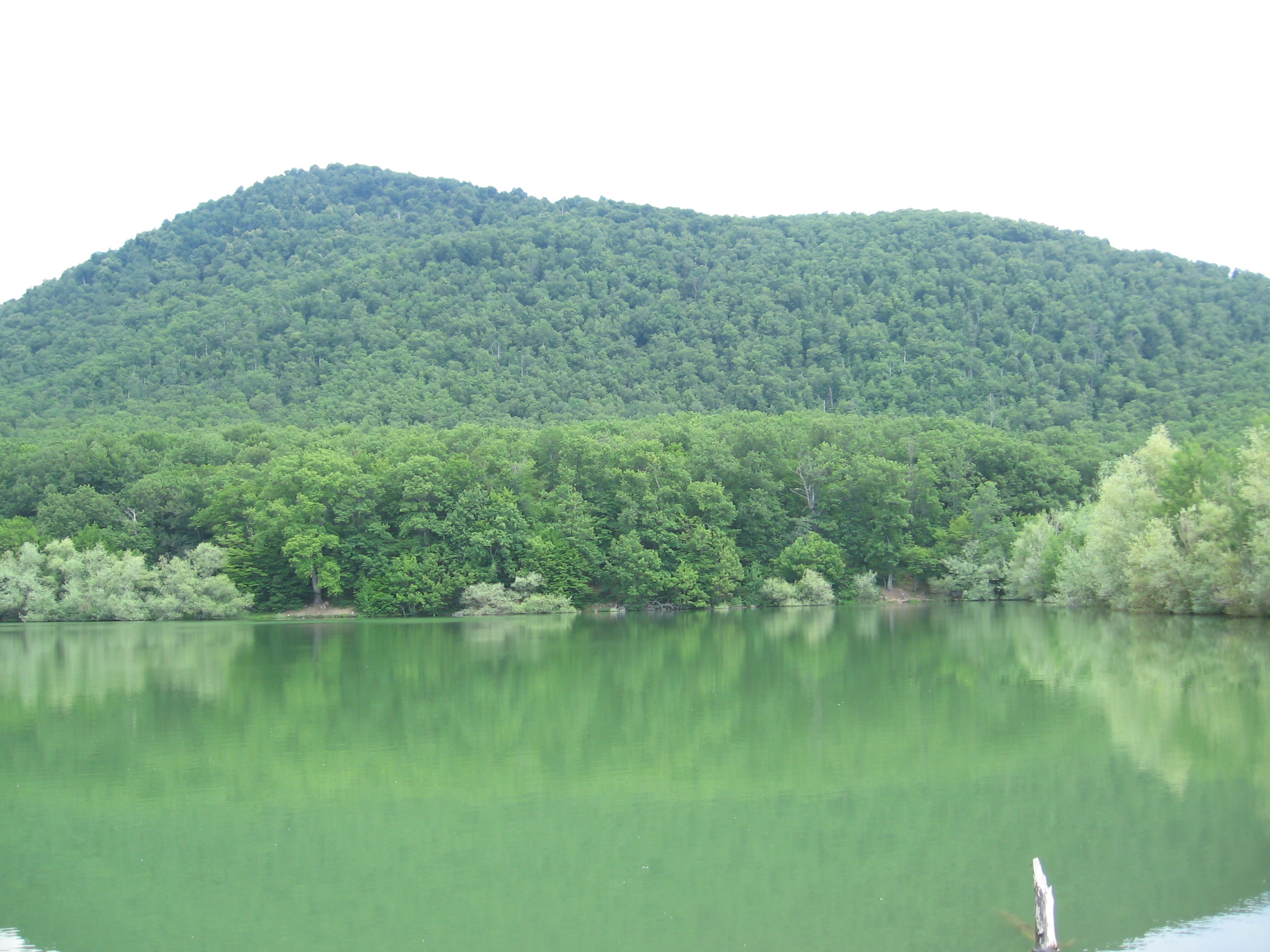
Гора Урага над Гірським озером.
.

Урага на мапі району

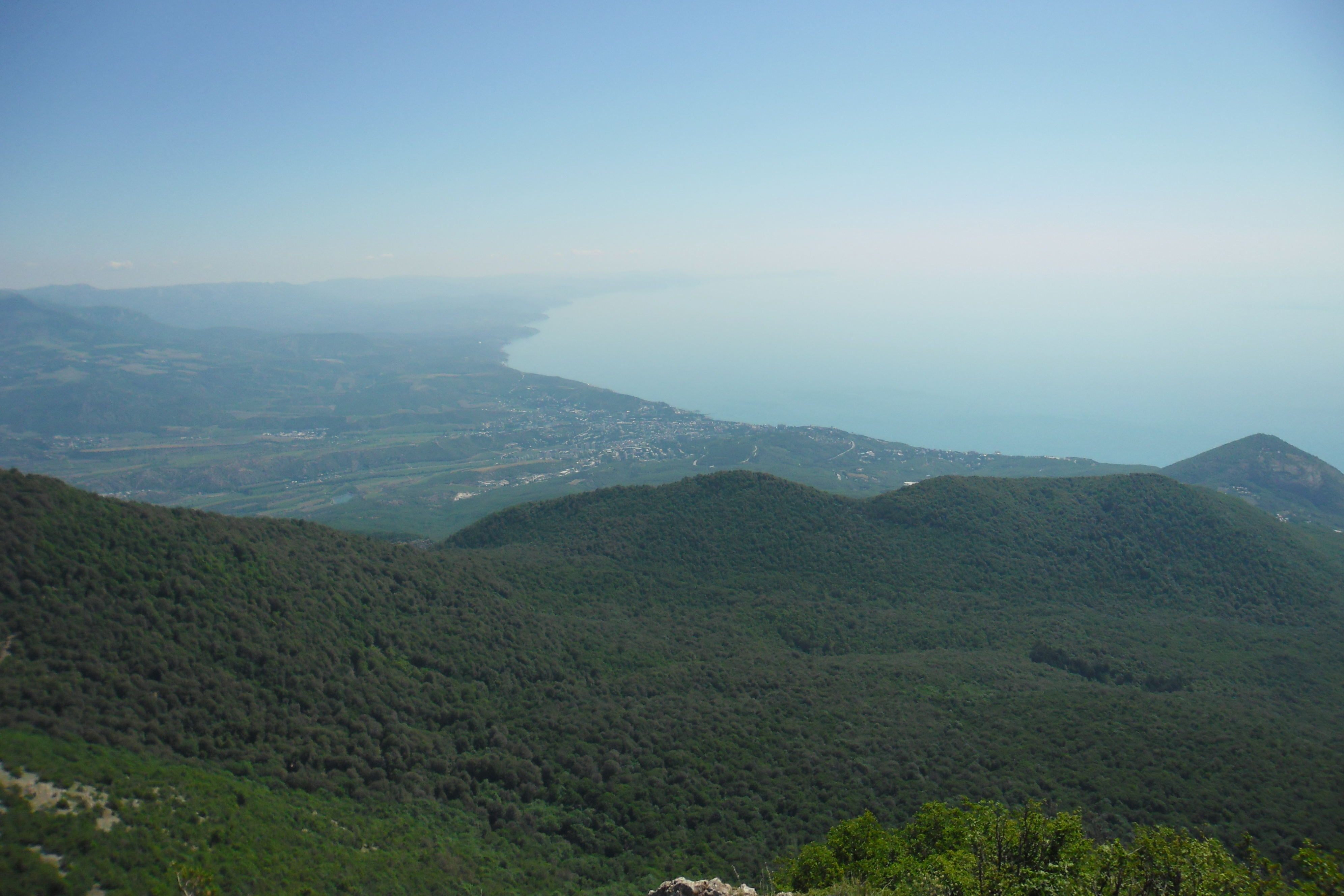
Урага з г. Куш-Кая. На дальньому плані — Алушта, Чорне море.

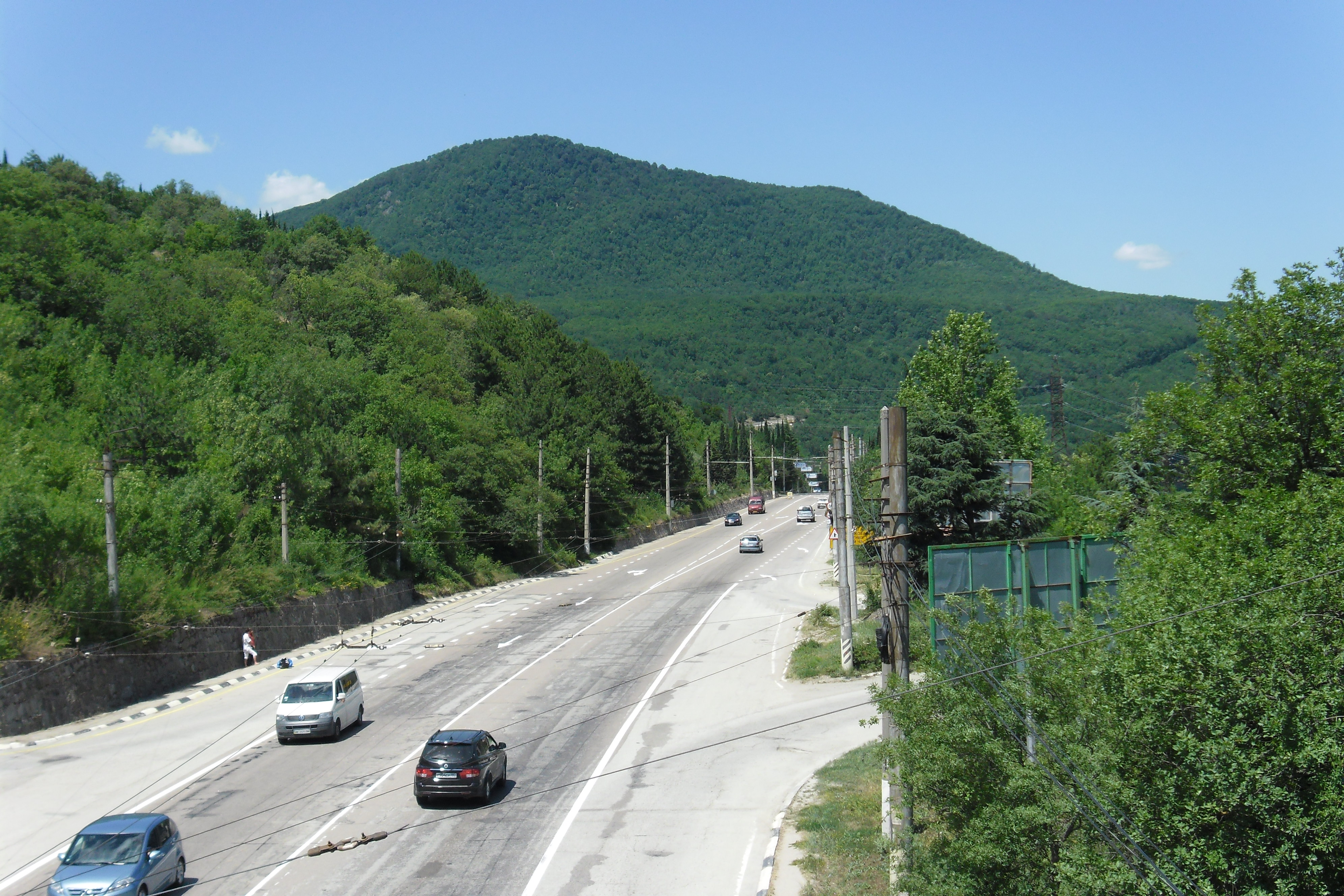
Хребет Урага з траси «Сімферополь-Ялта», 2012 р.

Урага, Хребет Урага включає гори Біюк-Урага (905 м) і Ай-Йорі (851 м) — масивний лісистий гірський хребет в Криму. 
Хребет Урага витянутий в нарямку півн.-захід — півд.-схід; контури вершин хвилясті, місцями скелясті. Знаходиться за 2,5 км на півн.-півн.-захід від нп Виноградний (Алушта), на півд.-схід від г. Чамни-Бурун.
Урага «нависає» над мальовничим Гірським озером.
Добре спостерігається з траси «Сімферополь-Ялта» від нп Виноградний до нп Малий Маяк.

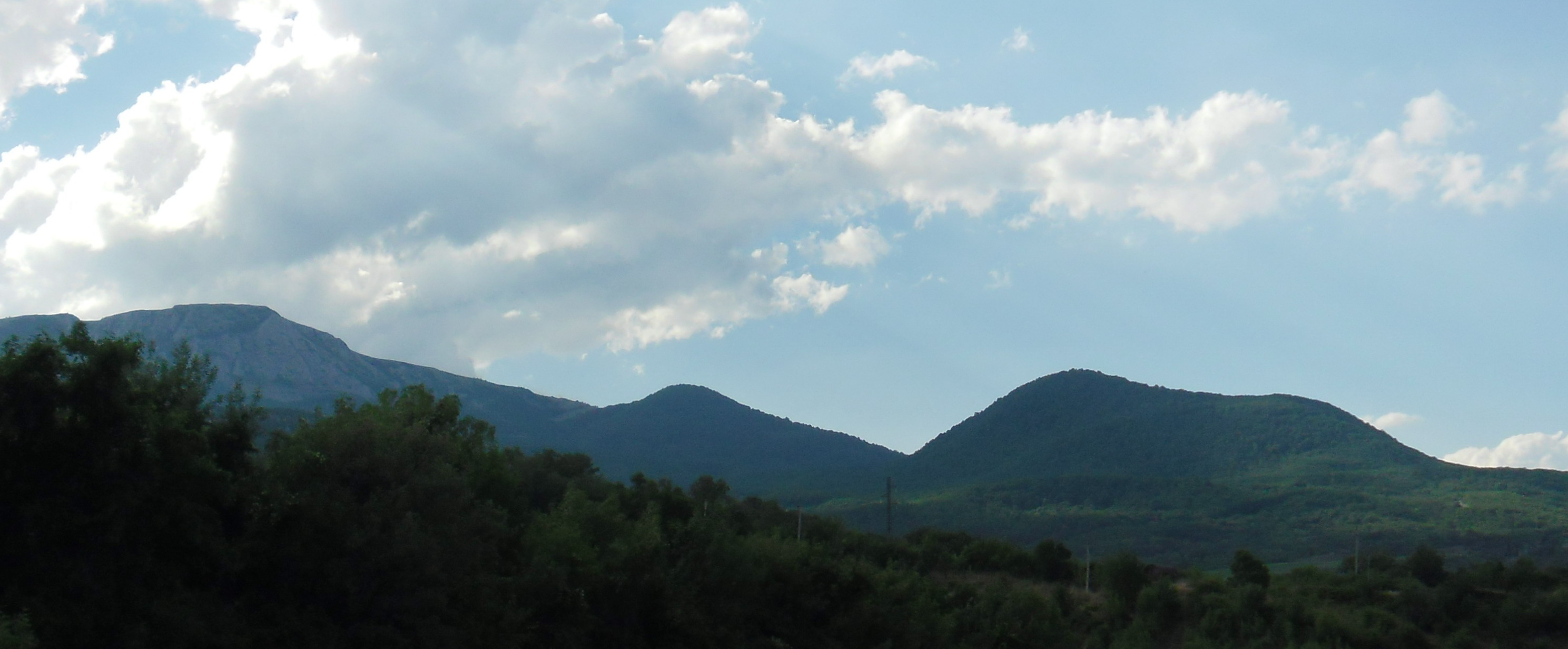
Світлина з узбережжя. Зліва направо: Куш-Кая, Чамни-Бурун, хребет Урага.